# أنبار (أختاتشي الشرقي)
أنبار (بالفارسية: انبار) هي منطقة سكنية تقع في إيران في قسم أختاتشي الشرقي الريفي. يقدر عدد سكانها بـ 233 نسمة .